# 深草正博
深草 正博（ふかくさ まさひろ、1950年11月29日 - ）は、日本の教育学者、歴史学者。皇學館大学教育学部教授。社会科教育学、生活科教育学、西洋史、経済史、環境世界史等が専門。

## 人物
愛知県名古屋市生まれ。1974年に愛知教育大学教育学部社会科を卒業後、1977年に東京教育大学大学院文学研究科修士課程（西洋史学専攻）を修了。愛知教育大学附属高等学校文部教官教諭・愛知教育大学兼任講師を経て、1986年4月に皇學館大學に赴任。現在、皇學館大学教育学部教授。
趣味は囲碁、サボテン栽培、マジック。

## 著書

### 単著
- 『社会科教育の国際化課題』（国書刊行会、1995）
- 『環境世界史学序説』（国書刊行会、2001）
- 『我が国の歴史を世界の歴史を背景にして学ぶカリキュラム構成』（ニチブン、2002）
- 『「文化と環境」の教育論』（皇学館大学出版部,2009）
- 『グローバル世界史と環境世界史』（青山社、2016）
- 『ラジオで語った日本の社会と文化ーFM三重・（司会進行）富田哲也アナウンサー「フォーカス・オン・ジャパン」よりー』（良書出版、2019）

### 共著
- （魚住忠久、山根栄次）『21世紀「社会科」への招待』（学術図書出版社、2000）
- （魚住忠久）『21世紀地球市民の育成』（黎明書房、2001）
- （宮崎正勝）『世界史を動かした［モノ］事典』（日本実業出版社、2002）

### 講演録
- 『文明と環境から見た福沢諭吉と夏目漱石』（皇學館大学出版部、2001）